# Liste der Bodendenkmäler in Marktzeuln
Auf dieser Seite sind die Bodendenkmäler in dem oberfränkischen Markt Marktzeuln zusammengestellt. Diese Tabelle ist eine Teilliste der Liste der Bodendenkmäler in Bayern. Grundlage ist die Bayerische Denkmalliste, die auf Basis des Bayerischen Denkmalschutzgesetzes vom 1. Oktober 1973 erstmals erstellt wurde und seither durch das Bayerische Landesamt für Denkmalpflege geführt wird. Die folgenden Angaben ersetzen nicht die rechtsverbindliche Auskunft der Denkmalschutzbehörde.

## Bodendenkmäler der Gemeinde

### Bodendenkmäler in der Gemarkung Marktzeuln
| Lage                                | Objekt | Akten-Nr.     | Bild           |
| ----------------------------------- | --- | ------------- | -------------- |
| Marktzeuln (Standort)               | Siedlung des Neolithikums. | D-4-5833-0112 |                |
| Marktzeuln Am Flecken 50 (Standort) | Archäologische Befunde im Bereich der spätmittelalterlichen, in der frühen Neuzeit umfassend umgestalteten Katholischen Pfarrkirche St. Michael von Marktzeuln mit ehemalige ummauertem Kirchhof. Siehe auch: St. Michael (Marktzeuln) | D-4-5833-0114 | weitere Bilder |